# Алмонт (Северна Дакота)
Алмонт (енгл. Almont) град је у америчкој савезној држави Северна Дакота.

## Демографија
По попису из 2010. године број становника је 122, што је 33 (37,1%) становника више него 2000. године.
| Група             | 2000.       | 2010.        |
| Белци             | 89 (100,0%) | 122 (100,0%) |
| Афроамериканци    | 0 (0,0%)    | 0 (0,0%)     |
| Азијати           | 0 (0,0%)    | 0 (0,0%)     |
| Хиспаноамериканци | 0 (0,0%)    | 0 (0,0%)     |
| Укупно            | 89          | 122          |